# 飛行員

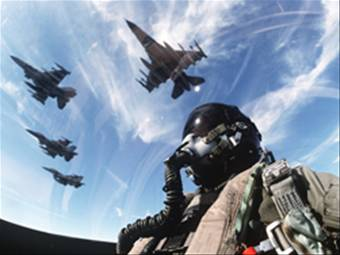
F-16戰機飛行員

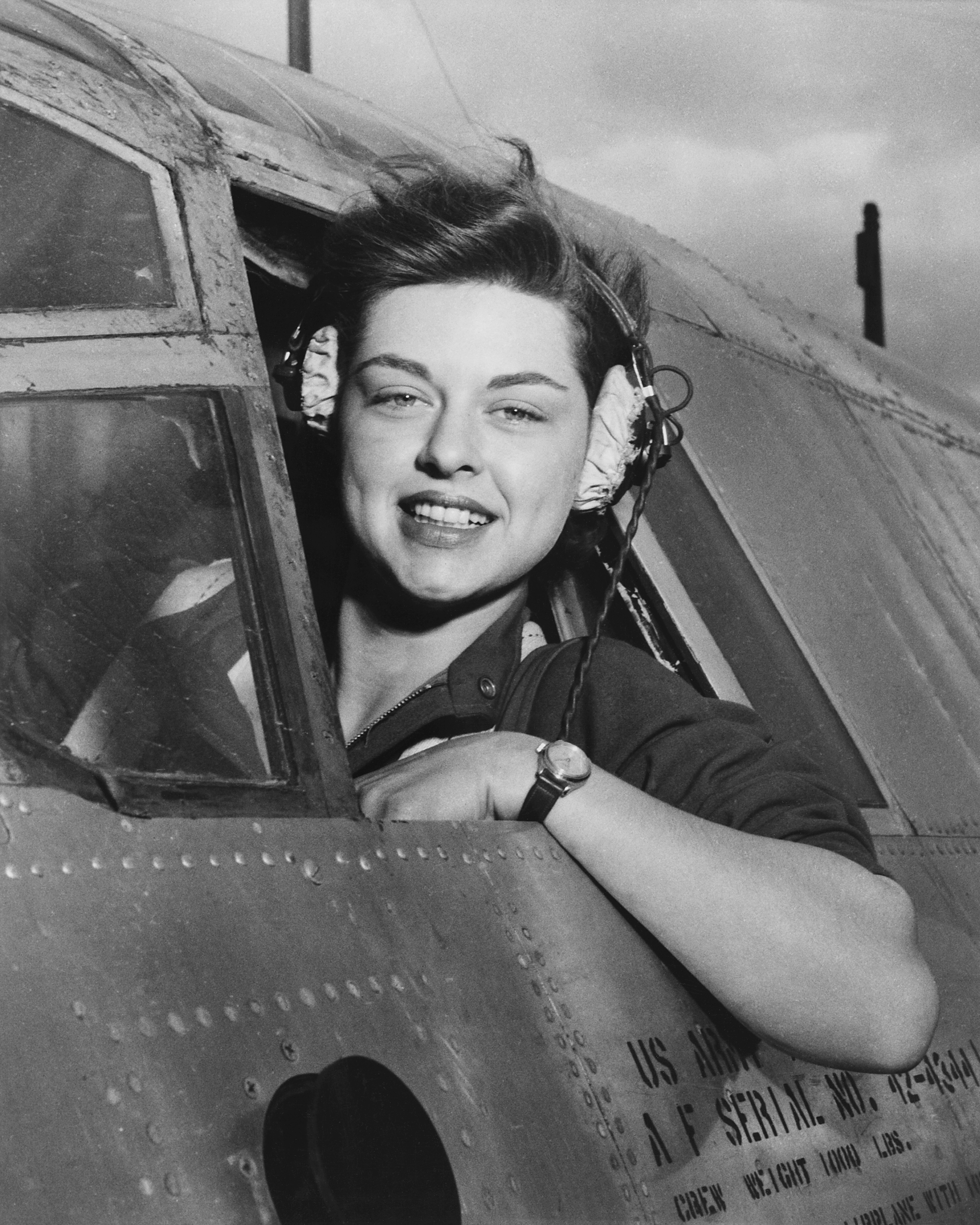
女飛行員

飛行員（英語：pilot）是職業或非盈利性需要（如自我追求、人生探險、娛樂）駕駛航空器的人員，任職於航空公司的飛行員稱為機師，服役於軍方的飛行員則稱為飛官。在民用航空領域，除满足特定要求的情况外，各國民用航空當局一般都要求航空器駕駛員需持有相應的有效執照或合格證方可駕駛，民航飛機通常都由機長與副機長兩人共同駕駛，機長（Captain、正駕駛）位於於駕駛艙左側、副機長（FO、副駕駛）位於駕駛艙右側。常見的航空器駕駛員執照按用途分有：私人（PPL）、儀器飛行（IR）、商（CPL）、民航運輸（ATPL），等四種；按航空器类型分一般有定翼機（飛機）、旋翼機（包括直升機和自轉旋翼機）、滑翔機、輕於空氣航空器（包括氣球和飛艇）。由由於各國民用航空當局的規定不盡相同，所以航空器駕駛員執照或合格證的類型上還有很大差異。戰鬥機飛行員要能承受高速迴轉時的高G力，因此平時需要許多體能訓練來保持良好的體能。為了確保飛航安全，民用航空器飛行員每年需通過較一般人嚴格的健康檢查以及考核，方能繼續持有飛行員執照。未来20年全球航空公司需招募63.5萬名新飛行員，來執飛數量創紀錄的飛機。

## 参見
- 王牌飛行員
- 私人飛行執照
- 航天員
- 船長
- 司機